# Download
Il download, anche noto come scaricamento, indica in informatica l'azione di ricevere o prelevare da una rete telematica (ad esempio da un sito web) un file, trasferendolo nella memoria di massa (ad es. sul disco rigido del computer o su altra periferica dell'utente). Nella maggior parte dei casi, il download di un file è la conseguenza di una richiesta più o meno trasparente all'utente del sistema; l'azione inversa è invece detta upload.

## Definizione

Un esempio di icona che indica il download

Il download generalmente trasferisce interi file per l'archiviazione locale e un uso successivo, a differenza dello streaming, in cui i dati vengono utilizzati quasi immediatamente, mentre la trasmissione è ancora in corso e che potrebbero non essere archiviati a lungo termine. I siti Web che offrono contenuti multimediali in streaming o visualizzati nel browser, come YouTube, impongono sempre più restrizioni alla capacità degli utenti di salvare questi materiali sui loro computer dopo che sono stati ricevuti.
Il download non è la stessa cosa del trasferimento dei dati; lo spostamento o la copia di dati tra due dispositivi di archiviazione sarebbe un trasferimento di dati, ma la ricezione di dati da Internet o da BBS è in fase di download.

## Procedimento

Schema semplificato

Ogni volta che un computer connesso a Internet richiede una pagina o un qualsiasi contenuto su internet, un computer remoto invia l'oggetto richiesto attraverso una rete di calcolatori fino al computer che aveva inviato la richiesta, il quale riceve i dati sotto forma di pacchetti da ricostruire.
All'interno di questo meccanismo la richiesta di download, che pure prevede l'invio di informazioni al sistema remoto, non viene definita propriamente upload in quanto vengono trasferite solo le informazioni necessarie per sincronizzare il trasferimento dei dati. Per questo motivo lo scaricamento di un file comporta necessariamente anche l'utilizzo di parte di banda dell'upload; nel caso in cui la banda in caricamento sia satura la velocità dello scaricamento si autolimiterà.
La velocità massima con la quale si possono scaricare pacchetti è fortemente legata con la banda di scaricamento, o downstream a seconda che la linea di collegamento sia divisa rigidamente (Adsl) o dinamicamente (fibre ottiche) dalla banda di upload, l'upstream.
In particolare nella tecnologia di accesso alla rete Internet tramite ADSL, al flusso di scaricamento tra destinatario e sorgente della comunicazione è associata una banda di trasmissione maggiore rispetto a quella in upload (asimmetria o sbilanciamento) in quanto tale ultimo flusso (che comprende traffico di segnalazione) è inferiore a quello di trasferimento di informazioni utili all'utente e settato quindi a valore più basso per ottenere un risparmio della banda totale del canale full-duplex di comunicazione.
Spesso il download si effettua attraverso tecniche di compressione dei file, per ridurre la dimensione dei file da scaricare e, quindi, il tempo di scaricamento. Ne consegue che il file compresso una volta scaricato dovrà essere decompresso per essere utilizzato.

## Copyright
Il download di file multimediali implica l'uso di collegamenti e framing di materiale Internet e si riferisce alla legge sul copyright. Lo streaming e il download possono comportare la creazione di copie di opere che violano i diritti d'autore o altri diritti e le organizzazioni che gestiscono tali siti Web possono diventare responsabili di violazione del copyright inducendo altri a farlo.
I server di hosting aperti consentono alle persone di caricare file su un server centrale, che incorre in costi di larghezza di banda e spazio su disco rigido a causa dei file generati con ogni download. Server di hosting anonimi e aperti rendono difficile ritenere responsabili gli host. L'azione legale contro le tecnologie alla base della "condivisione di file" non autorizzata si è dimostrata efficace per le reti centralizzate (come Napster) e insostenibile per le reti decentralizzate come (Gnutella, BitTorrent).
Il download e lo streaming si riferiscono all'uso più generale di Internet per facilitare la violazione del copyright, nota anche come "pirateria del software". Poiché l'hosting statico palese di copie non autorizzate di opere (cioè reti centralizzate) viene spesso respinto in modo rapido e incontrovertibile, negli ultimi anni le questioni legali hanno avuto la tendenza a trattare l'uso di tecnologie web dinamiche (reti decentralizzate, BitTorrent senza tracker) per aggirare la capacità del copyright proprietari di coinvolgere direttamente particolari distributori e consumatori.

### Contenziosi nell'Unione Europea
In Europa, la Corte di giustizia dell'Unione europea (CGUE) ha stabilito che è legale creare copie temporanee o cache di opere (protette da copyright o altro) online. La sentenza si riferisce al caso britannico Meltwater risolto il 5 giugno 2014.
La sentenza della Corte afferma che: "L'articolo 5 della direttiva 2001/29/CE del Parlamento europeo e del Consiglio, del 22 maggio 2001, sull'armonizzazione di taluni aspetti del diritto d'autore e dei diritti connessi nella società dell'informazione deve essere interpretato nel senso che le copie sullo schermo del computer dell'utente e le copie nella "cache'' di Internet del disco rigido di quel computer, realizzate da un utente finale durante la visualizzazione di un sito web, soddisfano le condizioni che tali copie devono essere temporanee, che devono essere di natura transitoria o incidentale e che debbano costituire parte integrante ed essenziale di un processo tecnologico, nonché le condizioni di cui all'articolo 5, paragrafo 5, di tale direttiva, e che pertanto possano essere effettuate senza l'autorizzazione del titolari di copyright."
Il 17 aprile 2009, un tribunale svedese ha condannato quattro uomini che gestiscono il sito Internet The Pirate Bay per violazione penale del copyright. The Pirate Bay è stata fondata nel 2003 dall'organizzazione svedese anti-copyright Piratbyrån per fornire le informazioni necessarie per scaricare film o file musicali da terze parti, molte delle quali hanno copiato i file senza autorizzazione. The Pirate Bay non archivia copie dei file sui propri server, ma ha fornito collegamenti peer-to-peer ad altri server su cui sono state archiviate copie illegali. Apparentemente la teoria dell'accusa era che gli imputati, con il loro comportamento, inducevano attivamente alla violazione. Secondo la legge sul copyright degli Stati Uniti, questa sarebbe una cosiddetta teoria di Grokster sulla responsabilità per violazione.
Il tribunale distrettuale svedese ha imposto ai quattro imputati un risarcimento di 30 milioni di corone svedesi (3600000 $) e una pena detentiva di un anno. "Gli imputati hanno promosso i crimini commessi dai conduttori di file", ha detto il giudice del tribunale distrettuale Tomas Norstöm. Ha aggiunto: "Sono stati utili a tal punto che sono entrati nel campo della responsabilità penale". "Naturalmente faremo appello", ha detto l'avvocato difensore Per Samuelsson. The Pirate Bay ha 25 milioni di utenti ed è considerato uno dei più grandi siti di condivisione di file al mondo. Si ammette che The Pirate Bay non fa di per sé copie o archivia file, ma il tribunale non ha ritenuto tale fatto dispositivo. "Fornendo un sito web con ... funzioni di ricerca ben sviluppate, facili possibilità di caricamento e archiviazione, e con un tracker collegato al sito web, gli accusati hanno incitato i crimini che i condivisori di file hanno commesso", ha detto la corte in un comunicato.